# Parma (štít)

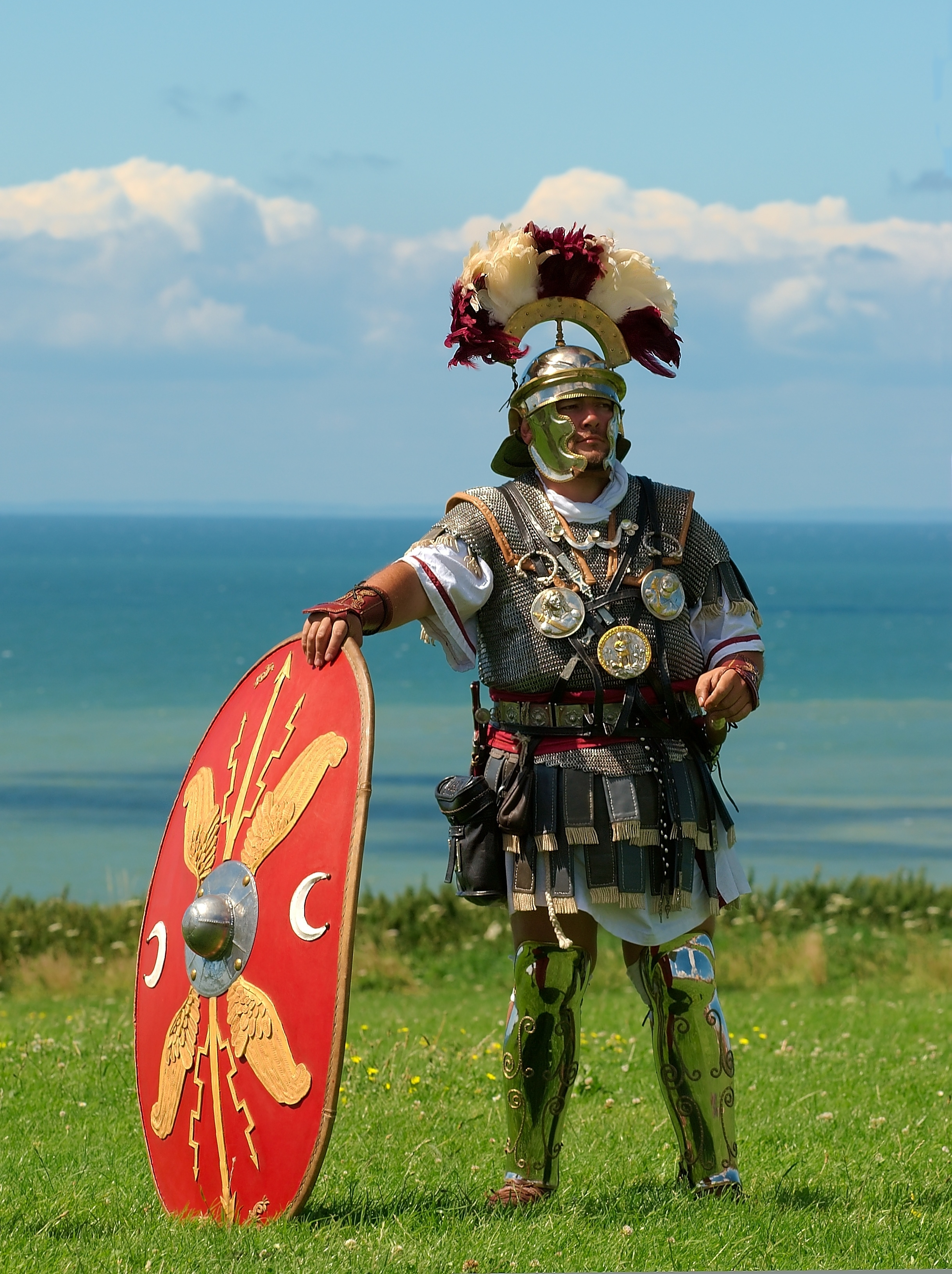
Centurio se štítem parma, 1. století

Parma byl římský štít, součást římské uniformy v 1. až 8. století po Kristu.

## Historie a vzhled
Tento štít Římané vymysleli v 1. století a používal se v kavalerii a v auxiliích (pomocných sborech). Jeho tvar byl elipsovitý. V legiích ho používali někteří praporčíci, někdy i centurion. Termínem parma se označuje i menší kulatý štít, používaný některými praporčíky a gladiátory.
Zatímco štíty legií byly obvykle červené, pomocné sbory preferovaly modrou barvu. Štít parma byl výhodný pro jezdectvo a pro praporečníky, neboť byl lehčí, ale pomocné sbory ho měly pouze z obav z případné vzpoury. V případě vzpoury by totiž legionáři měli díky štítu scutum a celkovému kvalitnějšímu vybavení větší pravděpodobnost na úspěch. Když se však scutum v 3. stol. vyřadil, parmu používali i legie.
Ve východořímském (byzantském) impériu se parma používala přibližně až do 8. stol., kdy byla nahrazena mandlovými štíty. V pozdně a ranněbyzantském období byl nejčastějším motivem na štítu křesťanský znak chi-ro (z počátečních řeckých písmen Kristova jména, Χρίσθος). Právě byzantští bojovníci s tímto elipsovitým štítem (σκουτάτοι, skute) tvořili spolu s kavalérií údernou sílu byzantské armády.

## Galerie

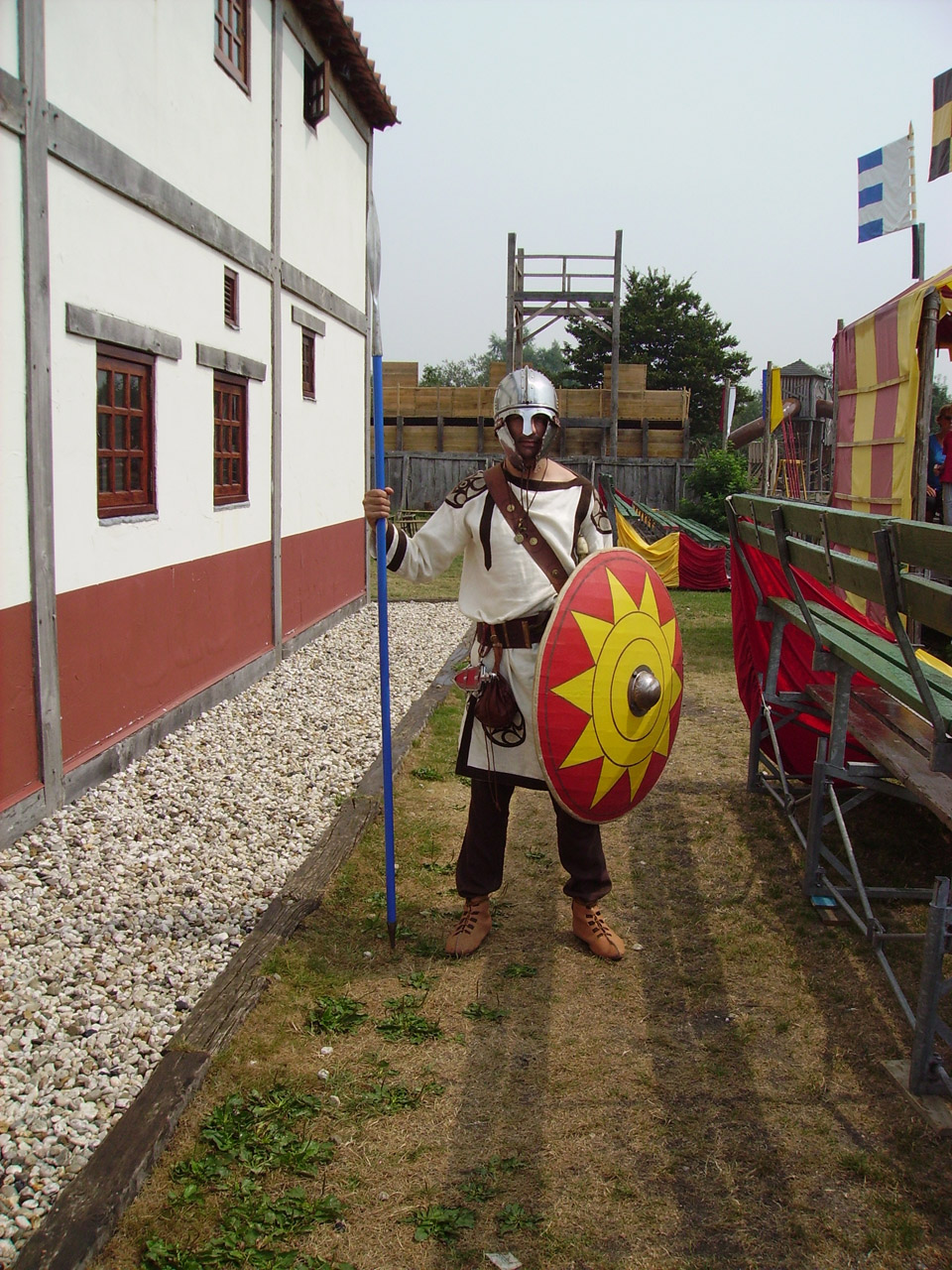
Legionář se štítem parma, 4. až 5. století
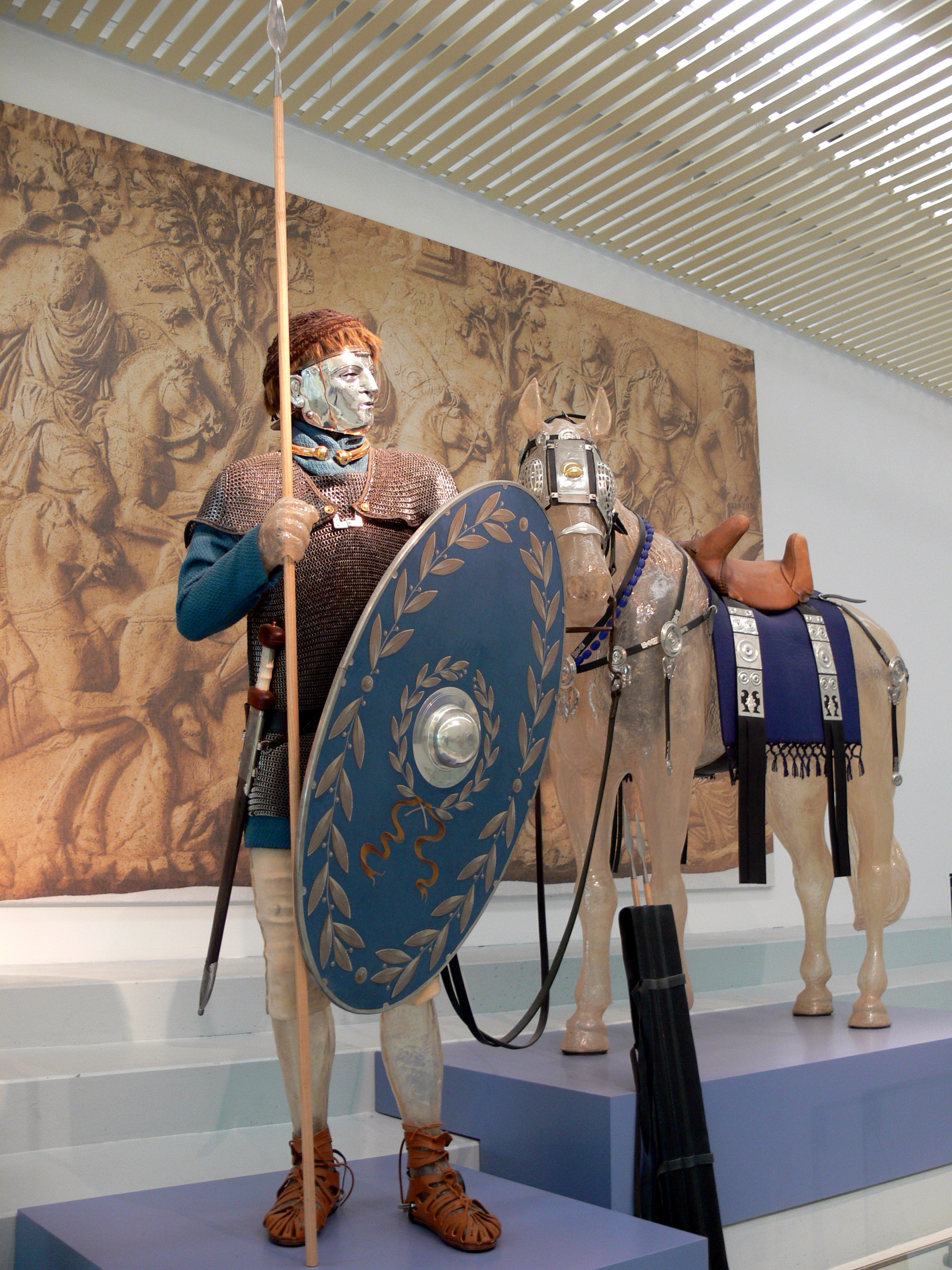
Římský kavalerista se štítem parma, 1. století